# 稲城市総合体育館
稲城市総合体育館（いなぎしそうごうたいいくかん）は、東京都稲城市にある屋内体育館。稲城中央公園内に所在している。

## 概要
1992年にオープンした。
指定管理者として、（公財）いなぎグリーンウェルネス財団が運営管理に当たっており、年間20万人をこえる利用者数がある。

## 施設
- メインアリーナ
  - 面積 - 1,778m2
  - 利用可能数 - バレーボール 3面、バスケットボール 1面、バドミントン 10面、卓球 21面、剣道 6面
  - 観客席 - 424人
- ウエルネスアリーナ
  - 面積 - 817m2
  - 利用可能数 - バレーボール 2面、バスケットボール 1面、バドミントン 4面
- 柔道場
- 剣道場
- 弓道場
- トレーニングルーム
- ミーティングルーム
- ランニング走路
- 駐車場 - 232台

## 主な大会・イベント
稲城市スポーツ大会や体育の日スポーツフェアなど、市民の屋内スポーツの拠点として利用されている。
Vチャレンジリーグ東京ヴェルディのホームゲームが開催されている。
また、B3.LEAGUEの東京サンレーヴスのホームゲームにも使用されている。
2013年のスポーツ祭東京2013では、デモンストレーション競技としてユニホックの試合会場として使用された。

## 関連施設
稲城市が設置したスポーツ関連施設は次の通り。
- 稲城中央公園総合グラウンド
- 稲城市中央公園野球場
- 若葉台公園多目的広場
- 城山公園テニスコート
- 大丸公園テニスコート
- 北緑地テニスコート
- 市民プール
- 南多摩スポーツ広場
- 多摩川緑地公園
- 百村スポーツ広場
- 東長沼スポーツ広場

## 交通アクセス
- 京王相模原線稲城駅または若葉台駅よりバス、「総合体育館」下車。